# 細田綱吉
細田 綱吉（ほそだ つなきち / つなよし、1900年（明治33年）7月20日 - 1959年（昭和34年）4月5日）は、昭和期の弁護士、政治家。衆議院議員。

## 経歴
長野県西筑摩郡大桑村（現木曽郡大桑村）出身。1925年（大正14年）日本大学専門部法律科を卒業した。
1927年（昭和2年）弁護士を開業。農民運動、労働運動にかかわった。1927年、日本労農党中央執行委員に就任し、その後、全国大衆党、全国労農大衆党、社会大衆党の各執行委員を務めた。1930年（昭和5年）日本大衆党埼玉県支部連合会の委員長に選出され、同時に党名が全国大衆党に変更され初代県連委員長となる。また、全日本農民組合（全日農）茨城県連委員長、全国農民組合（全農）茨城県連委員長も務めた。1937年（昭和12年）東京市会議員に選出され2期在任した。
戦後、1945年（昭和20年）11月の日本社会党結党に参画し中央執行委員（出版部長）に就任した。1946年（昭和21年）4月の第22回衆議院議員総選挙で茨城県全県区から日本社会党公認で出馬して初当選。1955年（昭和20年）2月の第27回総選挙（茨城県第3区、右派社会党公認）でも再選され、衆議院議員に通算2期在任した。この間、自由法曹団幹事、全国農民組合中央委員、社会党財務委員会事業部長、同組織局農民部副部長、同軍事基地対策特別委員などを務めた。

## 国政選挙歴
- 第22回衆議院議員総選挙（茨城県全県区、1946年4月）当選
- 第23回衆議院議員総選挙（茨城県第3区、1947年4月）落選[6]
- 第24回衆議院議員総選挙（茨城県第3区、1949年1月）落選[7]
- 第25回衆議院議員総選挙（茨城県第3区、1952年10月）落選[7]
- 第26回衆議院議員総選挙（茨城県第3区、1953年4月）落選[5]
- 第27回衆議院議員総選挙（茨城県第3区、1955年2月）当選
- 第28回衆議院議員総選挙（茨城県第3区、1958年5月）落選[5]